# Fritz Eichhorn
Fritz Ludwig Edmund Eichhorn (* 24. Oktober 1870 in Krautheim; † 10. März 1939 in Karlsruhe) war ein deutscher Forstmann, der sich als Befürworter der Waldreinertragslehre Verdienste um eine vorratsfreundliche Waldbaupraxis erwarb.
Eichhorn studierte von 1889 bis 1893 Forstwirtschaft an der Technischen Hochschule Karlsruhe. Hier schloss er sich dem späteren Corps Hubertia Freiburg an. 1895 promovierte er in München mit der Arbeit „Untersuchungen über das Holz der Roteiche“. Eichhorn stellte als erster den Satz auf, dass die Bestandesmasse, unabhängig von der Ertragsklasse und dem Alter, eine Funktion der Bestandeshöhe ist. Diese Beziehung verfestigte sich in dem nach ihm benannten Eichhorn'schen Gesetz. Mit seinen umfassenden Kenntnissen auf dem Gebiet der Ertragskunde trug er maßgeblich zur badischen Forsteinrichtungsdienstweisung von 1912 bei. Ab 1907 war er in der höheren Forstverwaltung tätig. Wegen eines kriegsversehrten Herzleidens musste er ab 1928 in den Ruhestand treten. Einen Ruf an die Universität Freiburg als Nachfolger von U. Müller hatte er bereits 1923 abgelehnt. Ausschlaggebend hierfür war mit hoher Wahrscheinlichkeit sein beharrlicher Widerstand gegen die Theorien und Praktiken der Bodenreinertragslehre.